# Chumel Torres
José Manuel "Chumel" Torres Morales (Chihuahua, Chihuahua; 7 de mayo de 1982) es un comediante y youtuber mexicano, reconocido por programa en internet El Pulso de la República, plataforma de crítica política con un particular humor.

## Biografía
Torres nació el 7 de mayo de 1982 en Chihuahua, y egresó de la carrera de Ingeniería Mecánica en el Instituto Tecnológico de Chihuahua. Trabajó durante ocho años en la gestión de proyectos en una maquiladora de equipos médicos de Chihuahua.
Torres obtuvo notoriedad durante las elecciones federales mexicanas de 2012, después de que un tuit en contra de la propuesta del entonces candidato a la presidencia Andrés Manuel López Obrador sobre la creación de una nueva secretaría fuera compartido por el también entonces candidato Gabriel Quadri. Esto le brindó la oportunidad de escribir columnas para un blog y un periódico semanal en la Ciudad de México. Después de pasar un tiempo en la capital, se dio cuenta de que preferiría llegar a audiencias más jóvenes y más expertas en tecnología a través de YouTube, con humor y un tema prominente de sátira política.
Fue el anfitrión de los MTV Millennial Awards 2017.

## Controversias
En junio de 2020 HBO Latinoamérica suspendió su actividad laboral con Torres y fueron retirados los episodios del programa Chumel con Chumel Torres de la plataforma de streaming de HBO, luego de que fueran denunciados comentarios racistas expresados por el comediante en redes sociales. Torres también fue señalado por Beatriz Gutiérrez Müller, esposa del entonces presidente de México Andrés Manuel López Obrador, por atacar en redes sociales al hijo menor de edad de ambos Jesús Ernesto López Gutiérrez. En junio de 2021 los episodios del programa volvieron a la plataforma.

## Conducción
Torres es presentador en los programas:
- El pulso de la República en YouTube desde 2013.
- Chumel con Chumel Torres en HBO de julio de 2016 a 2020.[12][13][14]
- La radio de la República en Radio Fórmula desde 2018.[15]

## Textos
- (2017) La Historia de la República. Editorial Aguilar.
- (2022) México, Manual del Usuario. Editorial Aguilar.